# Farnese-getijdenboek

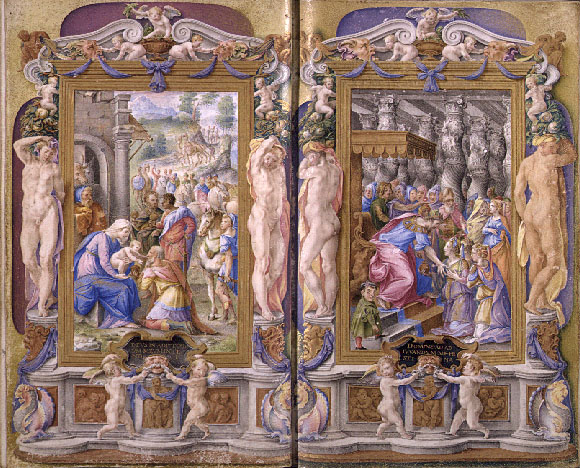
Aanbidding der wijzen en Bathseba en Salomon uit het Farnese Getijdenboek, 1546, Pierpont Morgan Library, New York

Het Farnese-getijdenboek is een getijdenboek vervaardigd in Italië tussen 1537 en 1546 in opdracht van kardinaal Alessandro Farnese. 

## Geschiedenis
Kardinaal Alessandro Farnese gaf aan Giulio Clovio de opdracht voor dit getijdenboek. Op folio 112 verso vinden we een colofon die dit bevestigt: “Iulius Clovius Macedo Monymenta haec Alexandro Farnesio Cardinali Domini suo faciebat MDXLVI”. Het werk wordt over het algemeen beschouwd als het grootste meesterwerk van Clovio, ook door zijn tijdgenoten.
Volgens Vasari was Francesco Montherchi, secretaris van Pier Luigi Farnese en van Ottavio Farnese, de kopiist die het werk schreef in een cancelleresca formata lettertype.
In het testament van Alessandro Farnese van 22 juni 1587 werden slechts twee items uit zijn immense collecties apart vermeld, namelijk het Farnese getijdenboek en een handschrift met lezingen, beide verlucht door Giulio Clovio. Het Farnese getijdenboek werd bestemd om bij de inboedel van het Palazzo Farnese te blijven, het mocht niet worden verkocht en niet worden doorgegeven aan erfgenamen of opvolgers. Alessandro Farneses wens werd gerespecteerd voor verscheidene generaties na zijn dood, maar in 1589 ging het werk toch naar kardinaal Odoardo Farnese, kardinaal-deken van San Eustachio in Rome. Odoardo gaf aan Antonio Gentili opdracht voor een nieuwe boekband, met het vergulde zilveren voor- en achterplat, die tot op heden bewaard gebleven is.
Van de kardinaal ging het handschrift naar Odoardo Farnese, de vijfde hertog van Parma en Piacenza die het naliet aan zijn zoon Ranuccio. Francesco Farnese, de zevende hertog en zoon van Ranuccio, nam het handschrift mee naar Parma, waar het tentoongesteld werd in zijn kunstgalerij. Zijn broer Antonio Farnese was de volgende eigenaar en tevens de laatste in de lijn. Zijn nicht Elisabetta Farnese erfde het boek. Zij huwde met Filips V van Spanje, de eerste van de Spaanse Bourbons. Hun zoon, Karel III van Spanje, erfde Parma en het Farnese-paleis. Hij nam het handschrift mee naar Napels waar het te zien was in de Biblioteca Borbonica. Zijn zoon Ferdinand erfde het koninkrijk van Napels. Hij huwde met aartshertogin Maria Carolina van Oostenrijk, een dochter van keizerin Maria Theresia.
Het boek bleef in de dynastie, eerst bij Frans I, vervolgens bij Ferdinand II en Frans II. Na zijn dood kwam het handschrift in handen van zijn halfbroer Alfons van Bourbon. Alfons bood het boek te koop aan via de bemiddeling van aartshertog Reinier. In 1903 werd het boek gekocht door de firma J. & S. Goldschmidt in Frankfurt die het in datzelfde jaar te koop aanbood aan John Pierpont Morgan die het onmiddellijk kocht voor £22.500. Hij liet het handschrift na aan zijn zoon John Pierpont Morgan, Jr. die in 1924 de Pierpont Morgan Library oprichtte waar het manuscript nu bewaard wordt.

## Beschrijving

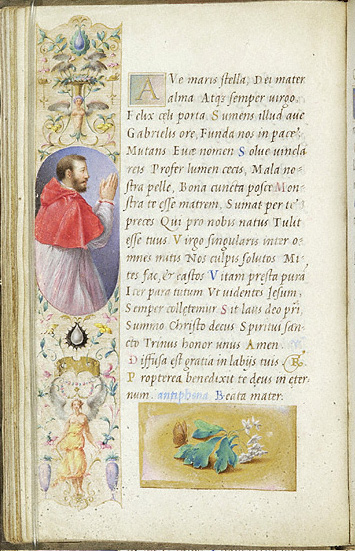
Kardinaal Farnese uit het Farnese Getijdenboek, 1546, Pierpont Morgan Library, New York

Getijdenboek in het Latijn naar het gebruik van Rome afgewerkt in 1546. Het werd geschreven door Francesco Monterchi en verlucht door Giulio Clovio voor kardinaal Alessandro Farnese. Het is geschreven op vellum en telt 114 folia van 173 x 109 mm en het tekstblok is 105 x 57 mm groot. Er is geen aflijning voor de schriftregels terug te vinden, wel een verticale aflijning van het tekstblok. Het tekstblok bevat 1 kolom van 19 lijnen. Het manuscript bevat 26 volbladminiaturen met uitvoerig uitgewerkte marges. Er zijn verder nog 37 pagina’s met versierde of gehistorieerde boorden en een colofon.

## Inhoud
In tegenstelling tot de meeste getijdenboeken heeft het Farnese getijdenboek geen kalender. De kalender is in wezen overbodig in een getijdenboek, hij werd overgenomen van het brevier, maar is toch aanwezig, en dikwijls rijkelijk verlucht, in de meeste getijdenboeken.
Het Farnese getijdenboek bevat wel:
- De getijden van Onze Lieve Vrouw
- Variaties op de Mariagetijden voor de advent
- Variaties op de Mariagetijden voor de Kersttijd
- Mis van de maagd Maria
- Boetepsalmen met litanie en gebeden
- Officie van de doden
- Kleine getijden van het Heilig Kruis
- Kleine getijden van de Heilige Geest

## De verluchting
Het getijdenboek is ontegensprekelijk het hoogtepunt van de hoog-renaissance boekverluchting in Italië. Het verluchtingsprogramma gaat niettemin nog terug op de middeleeuwse modellen, de linkerbladzijde van de volbladminiaturen die de uren inleiden houden zich aan de traditionele cycli. De marges zijn illusionistische architecturale lijsten gevuld met naakten, standbeelden, portretten, putti, camee’s in grisaille etc. 
Clovio deed geen poging meer om miniatuur, marge en tekst tot een geheel te maken. Zijn illustraties doen denken aan een gevelfront of aan een altaar waar de tekst slechts een inscriptie of een legende lijkt te zijn.
Het handschrift is het orgelpunt van het verluchte manuscript in Italië, er werd een hoogtepunt bereikt, maar het was tegelijkertijd het einde.

### De getijden van Onze Lieve Vrouw
In de getijden van Onze Lieve Vrouw worden de uren ingeleid met een dubbele volbladminiatuur op de verso en recto zijde van opeenvolgende folia. Op de verso zijde vinden we de gebruikelijke cyclus met scènes uit het leven van Maria, op de recto zijde taferelen uit het Oude Testament of allegorische afbeeldingen.
- f4v Metten:	Annunciatie
- f5r				De profeet Jesaja sprekend tot koning Achaz
- f17v Lauden:		Visitatie
- f18r 				Gerechtigheid en Vrede omhelzen elkaar
- f26v Priem:	De geboorte van Christus en aanbidding der herders.
- f27r 				Zondeval en uitdrijving uit het paradijs
- f30v Terts:	de Aankondiging aan de herders
- f31r				De Tiburtijnse Sibille voorspelt aan  keizer Augustus de komst van Christus
- f34v Sext:	Besnijdenis
- f35r				Doopsel van Jezus
- f38v None:	Aanbidding der wijzen
- f39r				De koningin van Sheba voor Salomon
- f42v Vespers:		De vlucht naar Egypte
- f43r				De doortocht van de rode zee
- f48v Completen:		De kroning van de Heilige Maagd
- f49r				Ahasveros kroont Esther

### Mis van de maagd Maria
- f59v	God als schepper met Maria
- f60r	De heilige familie

### Boetepsalmen
- f63v 	De dood van Uria
- f64r	Boetedoende koning David

### Officie van de doden
- f79v	De triomf van de dood
- f80r	De opwekking van Lazarus

### Getijden van het kruis
- f102v 	Kruisiging
- f103r	Slangenregen en de bronzen slang (Numeri 21:4-9)

### Getijden van de Heilige Geest
- f106v	Pinksteren
- f107r	Bouw van de toren van Babel